# Codex Sangallensis 911
Codex Sangallensis 911 är beteckningen på den äldsta bevarade tyskspråkiga boken, från ungefär år 790, vilken finns i klosterbiblioteket St. Gallen i Schweiz.

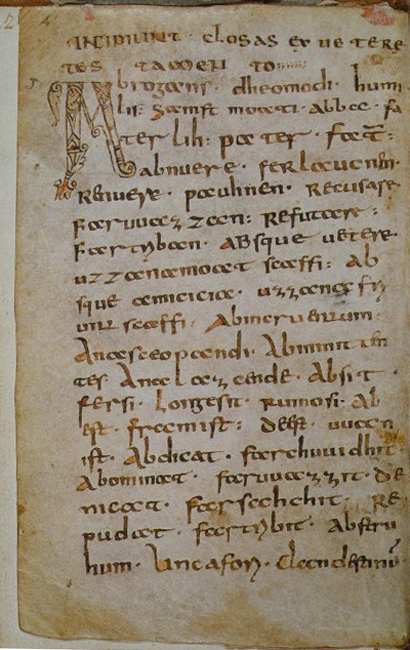
Ur Codex Sangallensis 911, s. 4.
Abrogans första sida, med rubriken: Incipiunt closas ex uetere testamento (Här börjar glosorna från gamla testamentet)

## Namnet
Som handskrift (manuskript) i bokform, det vill säga kodex (eller codex), i Sankt Gallens klosterbiblioteks samling, har verket fått beteckningen Codex Sangallensis (plural: Codices Sangallenses) med individuellt registernummer, i detta fall 911, alltså Codex Sangalensis 911, ofta förkortat Cod. Sang. 911. Därutöver har det av forskare fått det mer beskrivande namnet Abrogans – Vocabularius (Keronis) et Alia.

## Verkets innehåll
Handskriften, i karolingisk minuskelstil, omfattar 323 sidor på 162 pergamentblad om ca 17 x 10½ cm. Det är en samlingsskrift innehållande:
- S. 4–289: Abrogans, en latinsk–fornhögtysk ordbok. Detta är den äldsta och mest utförliga av de bevarade Abrogans-avskrifterna, med nära 7 000 fornhögtyska ord.
- S. 292–319: Utdrag ur Gennadius av Marseille De ecclesiasticis dogmatibus (Liber ecclesiasticorum dogmatum).
- S. 320: Fader vår, den äldsta bevarade versionen på tyska (fornhögtyska).
- S. 321–322: Credo, den Apostoliska trosbekännelsen, den äldsta bevarade versionen på tyska.

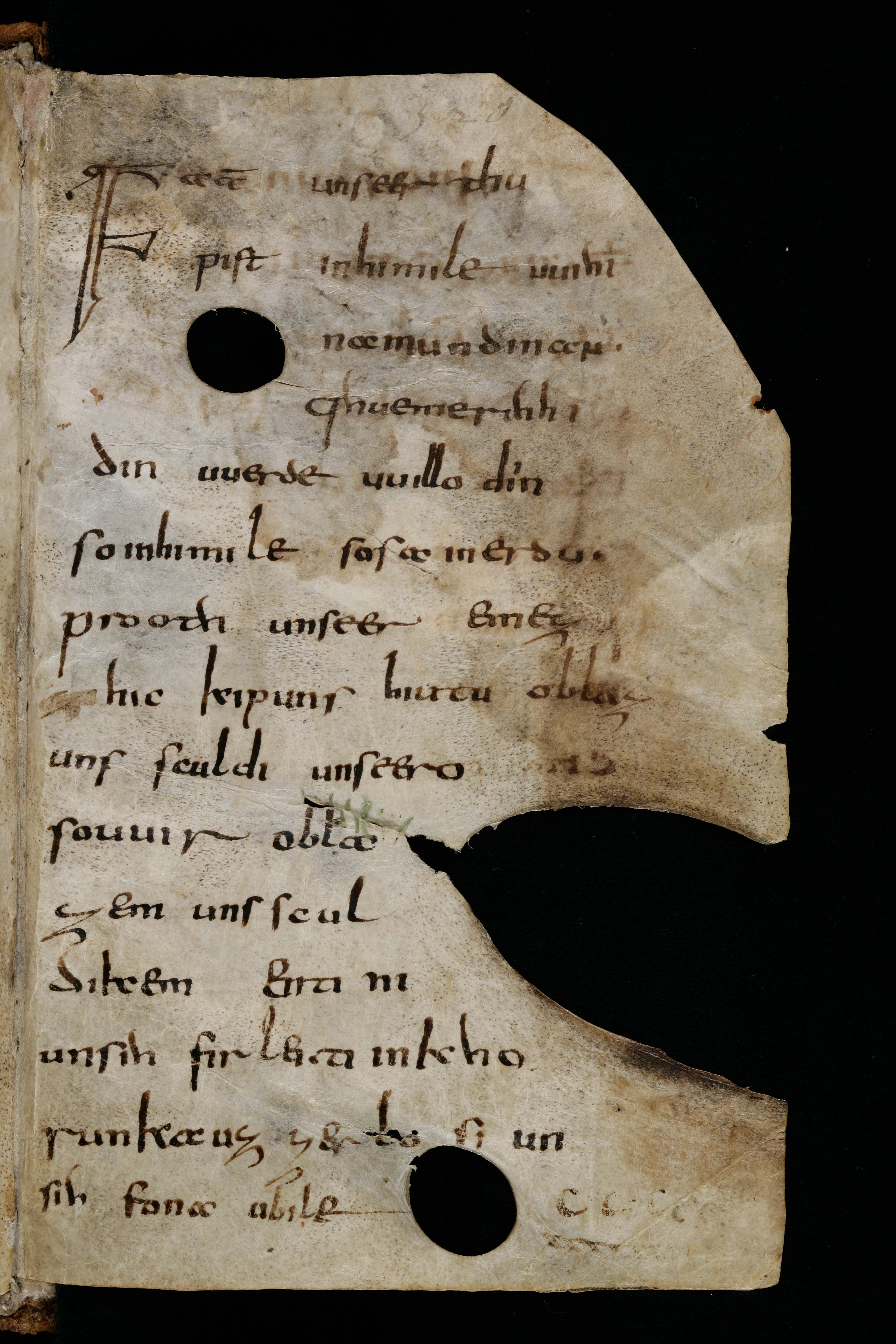
Cod. Sang. 911, s. 320.
Fater unseer (Fader vår), den äldsta bevarade på tyska språket (fornhögtyska).

## Tillkomst
Man vet inte var handskriften gjordes; det var inte i Sankt Gallen, men sannolikt någonstans i språkområdets sydvästra del. Man bedömer att minst tre personer, kanske runt tjugo, varit delaktiga i skrivarbetet.
Vad gäller ålder, har det ett tag spekulerats om en tillkomst på 760-talet, men det verkar nu mest troligt att Codex Sangallensis 911 skrevs omkring år 790.